# Museo Municipal de Bellas Artes de Valparaíso
El Museo Municipal de Bellas Artes de Valparaíso es la principal galería pictórica de la Ciudad Puerto y la Región de Valparaíso, Chile, con una valiosa colección de arte nacional y extranjero, formada principalmente por los cuadros donados en 1941 por Pascual Baburizza y las obras que reunieron en su tiempo los artistas Alfredo Valenzuela Puelma y Camilo Mori así como también el escritor Augusto d'Halmar. Su sede se encuentra en el Palacio Baburizza, en el paseo Yugoslavo del cerro Alegre de Valparaíso. El museo es reconocido por tener una de las cuatro colecciones de arte más relevantes de Chile.

## Historia
El Museo de Pintura de Valparaíso, como se llamó en sus inicios, fue fundado en 1893 por el porteño Alfredo Valenzuela Puelma, que trece años antes ya había creado los Salones de Pintura de la ciudad. Con las obras allí premiadas, pinturas propias y algunas adquisiciones que había hecho, inauguró la galería. Hoy la mayoría de esas pinturas forman la Colección Valparaíso del actual museo. 

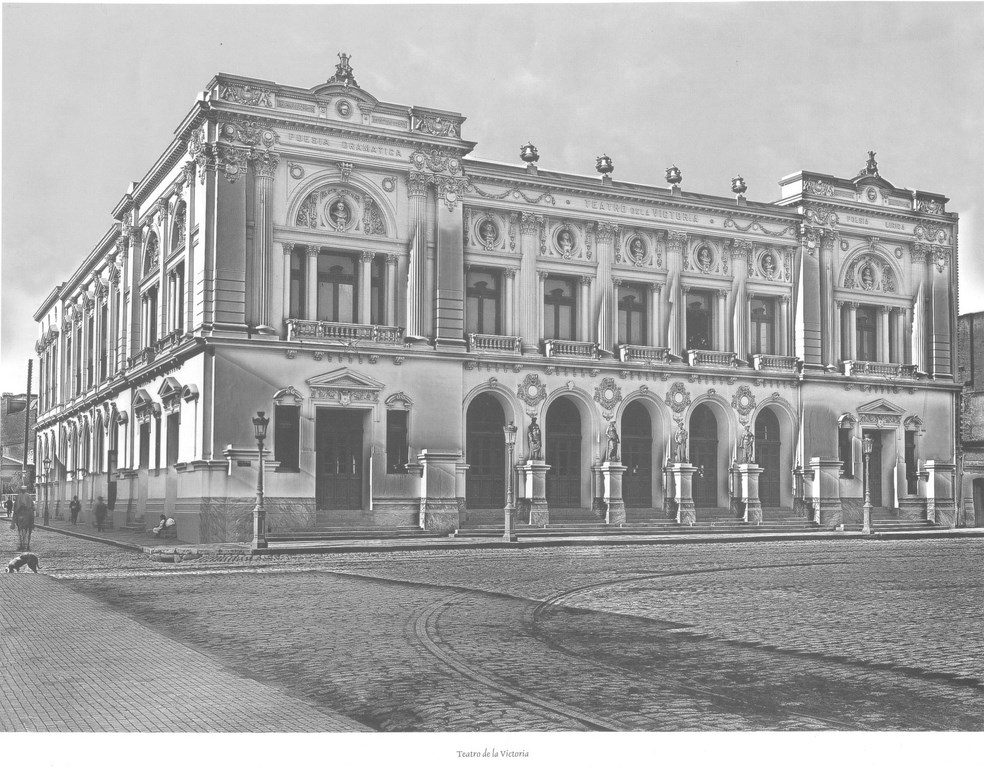
Teatro de la Victoria. Foto de Harry Grant Olds.

Hasta 1906 el museo fundado por Valenzuela Puelma ocupó la segunda planta del Teatro de la Victoria, ubicado al costado norte de la plaza homónima. Pero el terremoto de aquel año y el incendio que se desató después destruyeron el inmueble. Aunque la mayoría de las pinturas fueron salvadas, hubo que esperar casi cuarenta años hasta que Camilo Mori y Augusto d'Halmar, que se convierte en su primer director, lo refundaran ya con su actual nombre. Ambos hicieron una campaña entre artistas y coleccionistas para aumentar el número de cuadros y, de este esfuerzo y de compras posteriores, nació la actual Colección de Pintura Chilena, con paisajes del país, desnudos, retratos y bodegones, que se sumó a la Colección Valparaíso. Estas series fueron enriquecidas con las obras que el empresario croata Pascual Baburizza donó, a su muerte en 1941, a la Municipalidad y que conforman la Colección Europea, que hoy se aloja en el primer piso de la que fuera su mansión, mientras que las otras ocupan el segundo piso y la masarda, además del zócalo (ex subterráneo) y la extensión, una larga sala ubicada debajo del paseo Yugoslavo.
Pero antes de ocupar el Palacio Baburizza, las piezas de la colección llevaron una vida itenerante por diferentes salas: solo en 1971 la Municipalidad de Valparaíso acordó comprar a los herederos del empresario esta mansión, para acondicionarla como museo de bellas artes. Así, en 1972 comenzó la tercera etapa en la vida del museo, que duró un cuarto de siglo, hasta 1997, cuando se cerró debido a su deterioro. El edificio, según recordaba en 2012 el curador del museo, Carlos Lastarria, "se llovía, tenía termitas, estaba deteriorado, terremoteado, las bodegas se inundaban. Era un desastre".
En esa tercera etapa, el público podía ver 80 obras, ya que se utilizaba únicamente la casa principal del millonario, pero no la de atrás, donde vivía su sobrino Juan con Irma, la esposa de este, quien administraba la casona, ya que Pascual Baburizza era soltero.
Pero no solo el edificio estaba en mal estado, sino también muchas de las pinturas. En el espacio de siete años, hasta el 2007, 244 pinturas tuvieron que ser restauradas, tarea que recayó en el Centro de Conservación, Restauración y Estudios Artísticos (CREA), dirigido por Macarena Carroza. El equipo encargado de poner en valor las obras estuvo compuesto por 6 convervadores-restauradores, 4 historiades del arte, 19 restauradores en pasantía y un experto científico; se realizaron análisis de fibras y pigmentos, tasación y espertizaje de las obras, hubo que restaurar también marcos y colocar nuevos, hacer bastidores nuevos de conservación, colocar placas (220), hacer un archivo fotográfico (1.500 fotos en papel, 2.500 digitales, 244 reflectorías infrarrojas), fichas técnicas (244), además de editar publicaciones del proceso de trabajo y catálogo de las obras restauradas.  Las obras del museo fueron entregadas provisoriamente, durante la restauración del Museo, en comodato al Senado de Chile.
La restauración del palacio Baburizza, sede del museo, estuvo a cargo del arquitecto Mario Pérez de Arce e incluyó la ampliación de los espacios de exposición con la casa de atrás, en la que vivía su sobrino. Ambas edificaciones están ahora unidas por un patio interior en el primer piso y por un puente de vidrio en el segundo; se ha habilitado asimismo el zócalo y una larga sala subterránea llamada extensión. Además, en el antiguo garaje funciona una tienda y, sobre ella, una cafetería con su terraza, espacios que el museo concesiona.

## Colecciones

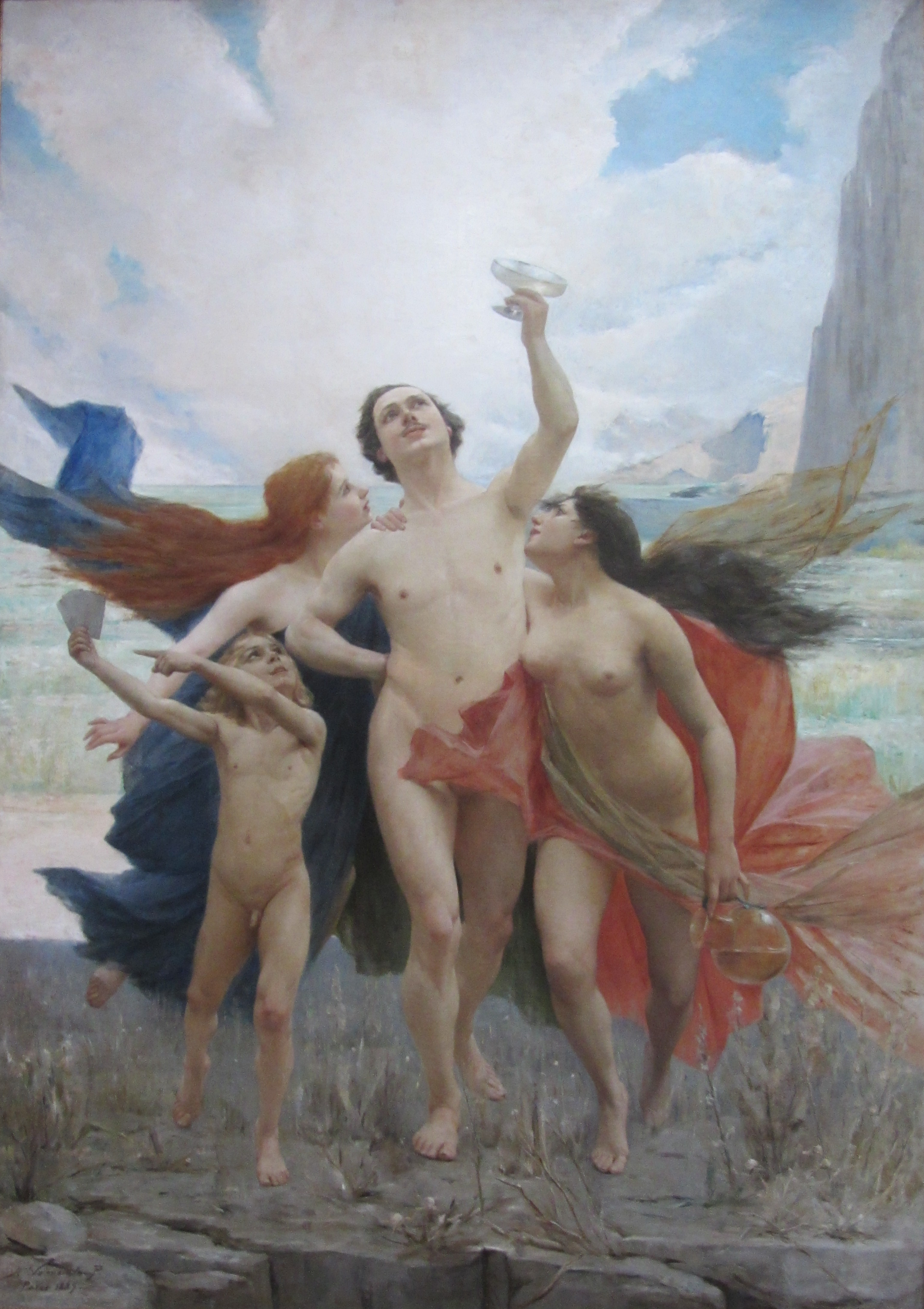
Valenzuela Puelma - La juventud tentada por los vicios.

La Colección Baburizza o de pintura europea ocupa todo el primer piso y, como su nombre lo indica, está formada por las pinturas que durante su vida coleccionó el empresario croata y que después de su muerte, de acuerdo con su voluntad, pasaron a ser propiedad de la Municipalidad de Valparaíso. Se trata de 71 cuadros —el más antiguo data de 1840 y el más nuevo, de 1930— entre los que destaca En la playa de Trouville, de Eugene Louis Boudin. Estas pinturas, que conforman la llamada Colección Baburizza está distribuida por los salones del primer piso; solo los pasteles en papel de Jeanne o Jane Pinot han sido subidos a la mansarda, a la pequeña sala que se encuentra en su extremo izquierdo.

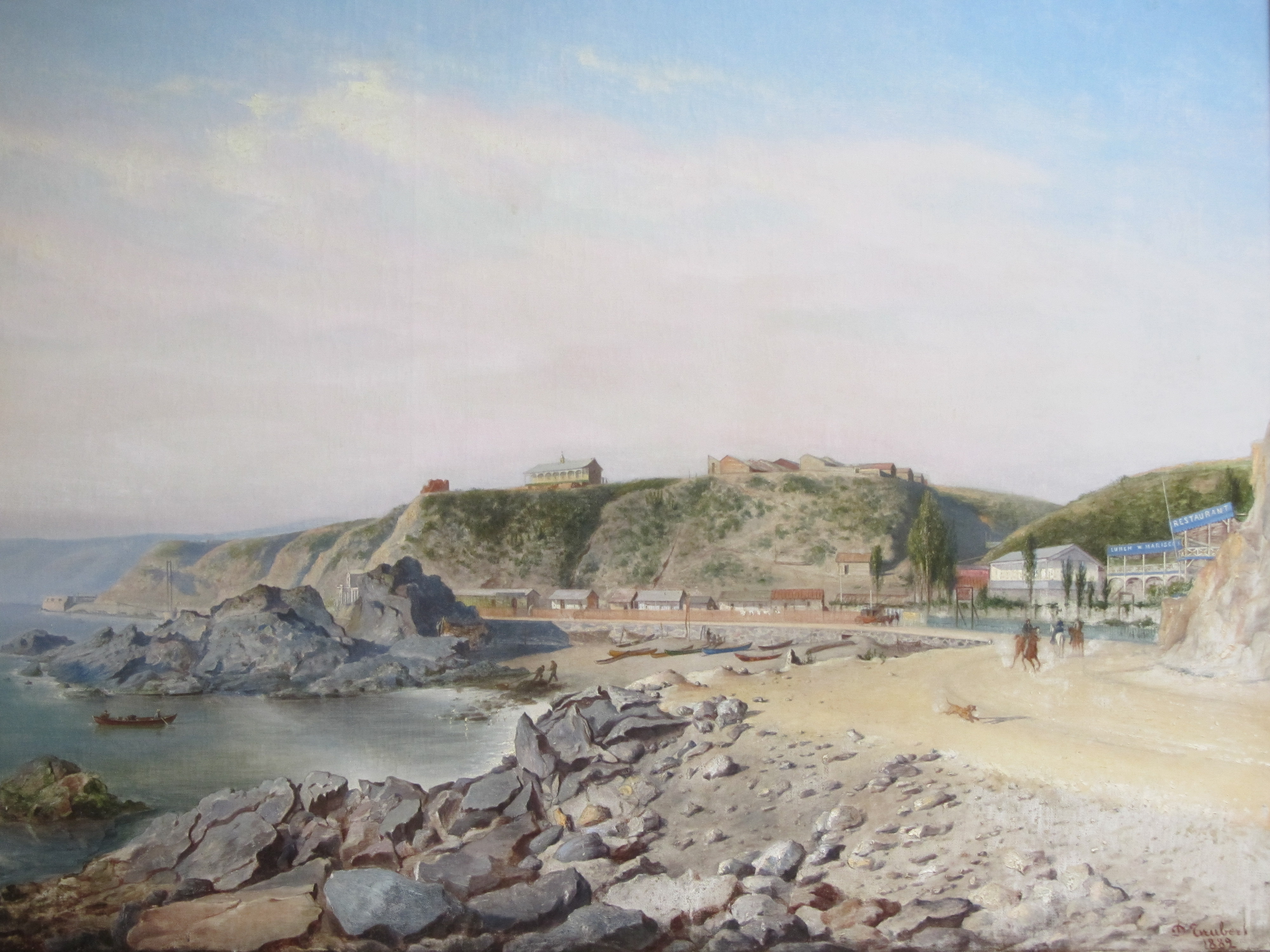
Desirée Chassin-Trubert. Caleta El Membrillo, 1882

Al subir por la escalera principal de la primera a la segunda planta se observan en la pared tres grandes cuadros, Terneros en la nieve, de Rafael Correa Muñoz, el famoso óleo La juventud tentada por los vicios, de Alfredo Valenzuela Puelma, y, al frente de este, una copia que en sus años de estudio en París el pintor chileno hizo de La segadora, de Jules Breton. La segunda planta alberga la muestra chilena, comenzando por la sección denominada Del pasado porteño. Colección Valparaíso, con pinturas que van desde 1844 hasta 1960 y siguiendo con otras secciones como la de paisajes. Sin embargo, a efectos de recorrido, como de este piso se pasa a la antigua casa donde vivía el sobrino de Baburizza, se recomienda subir inmediatamente a la mansarda, donde la sala principal, alargada, alberga principalmente una colección de retratos, entre los que cabe mencionar el que pintó el ruso Borís Grigóriev del escritor chileno Joaquín Edwards Bello. De esta sala se pasa a una pequeña donde cuelgan los seis pasteles de Pinot. En la pared sobre la escala se puede apreciar el óleo Pañuelos de la cueca, de Nemesio Antúnez, probablemente el cuadro más moderno del museo. 

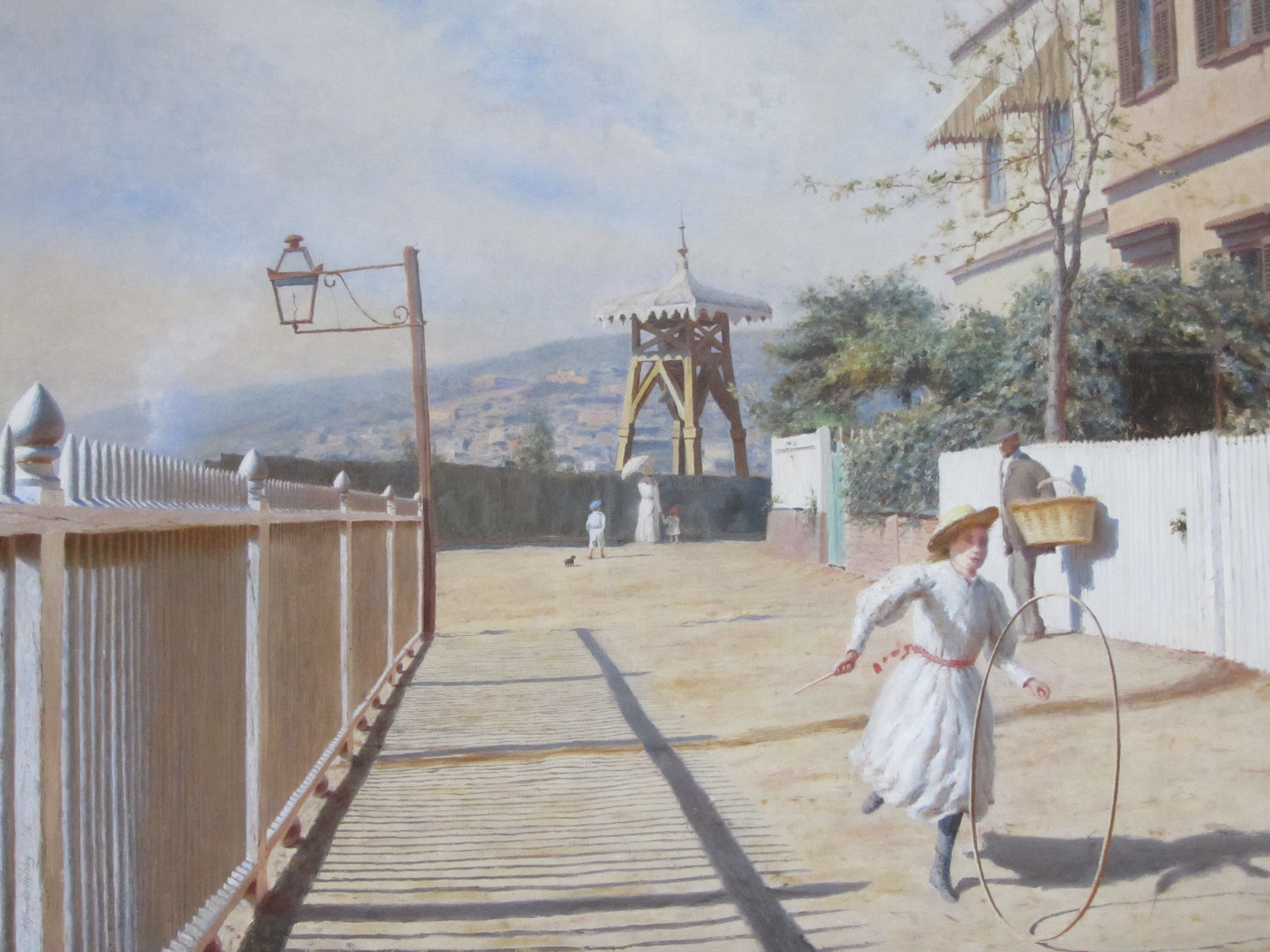
Alfredo Helsby - El paseo Atkinson, 1896

La misma escala devuelve al visitante al hall del segundo piso, donde el lugar central lo ocupa uno de los cuadros más emblemáticos de la pintura chilena: El paseo Arkinson, de Alfredo Helsby, además de la Caleta El Membrillo, de Désiré Chassin-Trubert, uno de los tantos extranjeros que pintaron Valparaíso. Siguen otros cuadros del puerto hasta que se llega al baño principal de la mansión, modernísimo para su época, hecho en estilo art-decó con mármoles de Carrara y Anatolia. 
Los paisajes preceden al puente de cristal que une la mansión de Pascual Baburizza con la casa de atrás, donde sus salas se acondicionado también para exhibir cuadros; después hay bajar nuevamente a la primera planta —la escalera da una sala con una hermosa chimenea en madera— y continuar el reccorrido, donde las casas están unidas por un patio interior, hacia el zócalo, con su colección de bodegones. Finalmente, se llega a la extensión, una gran sala con magníficas marinas, principalmente de Thomas Somerscales y esculturas de autores nacionales premiadas en diversos certámenes. En cuanto a esculturas extranjeras, hay una hermosa obra del italiano Giuseppe Bessi —El beso de la gloria, en mármol de Carrara—, que se encuentra entre las pinturas de la colección europea.

## Galería

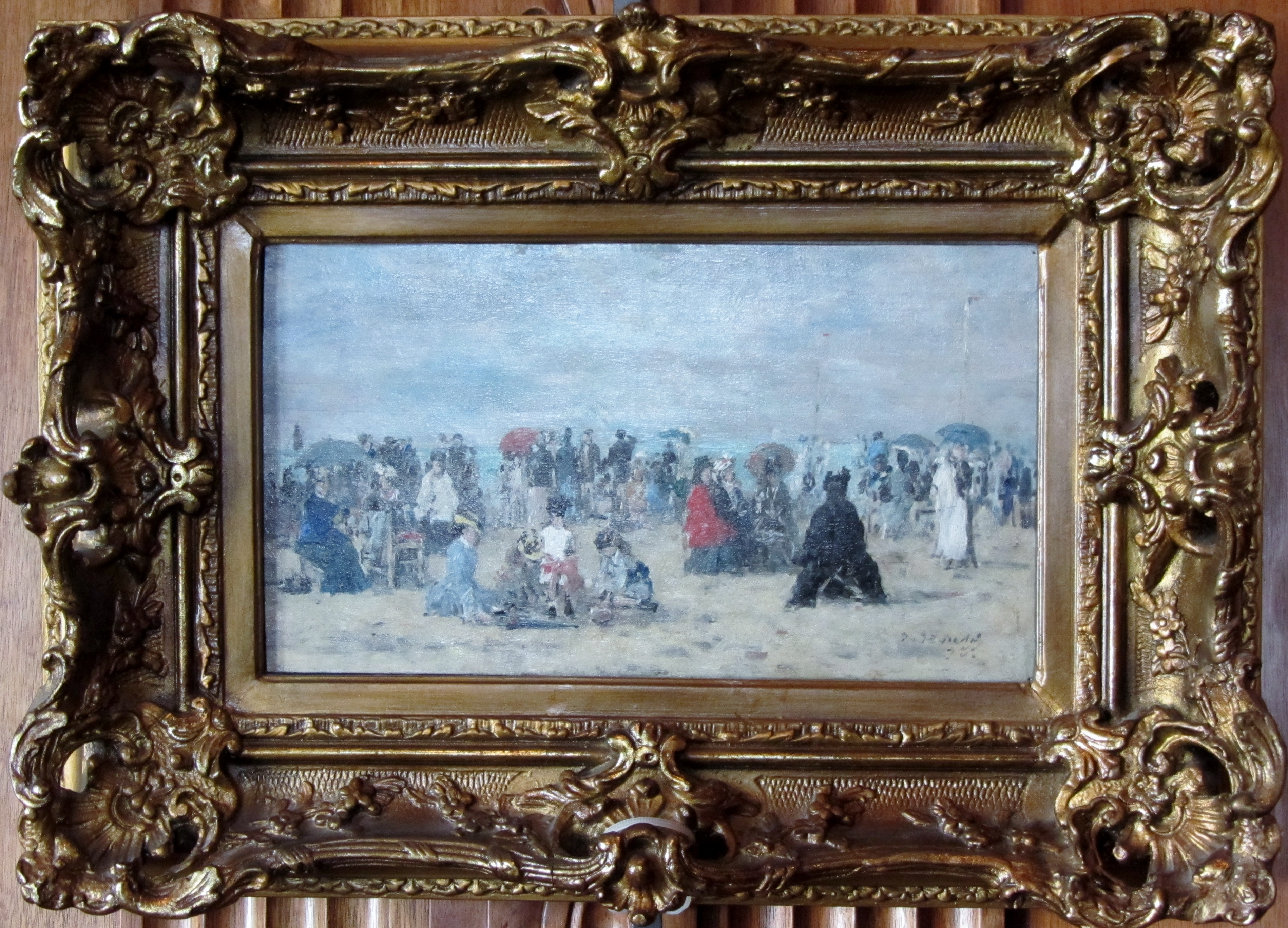
Eugene Boudin. En la playa de Trouville
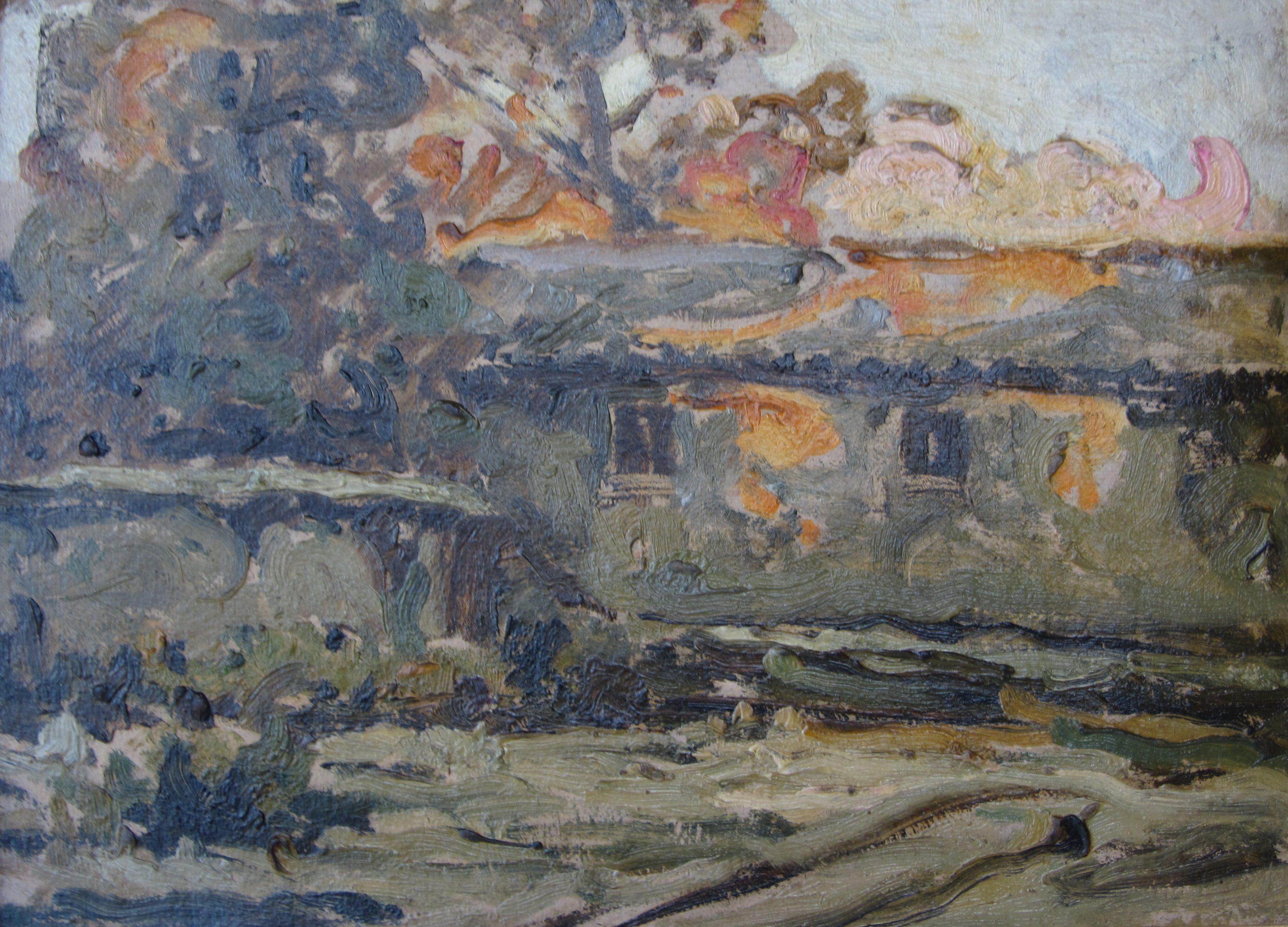
Juan Francisco González. La herrería
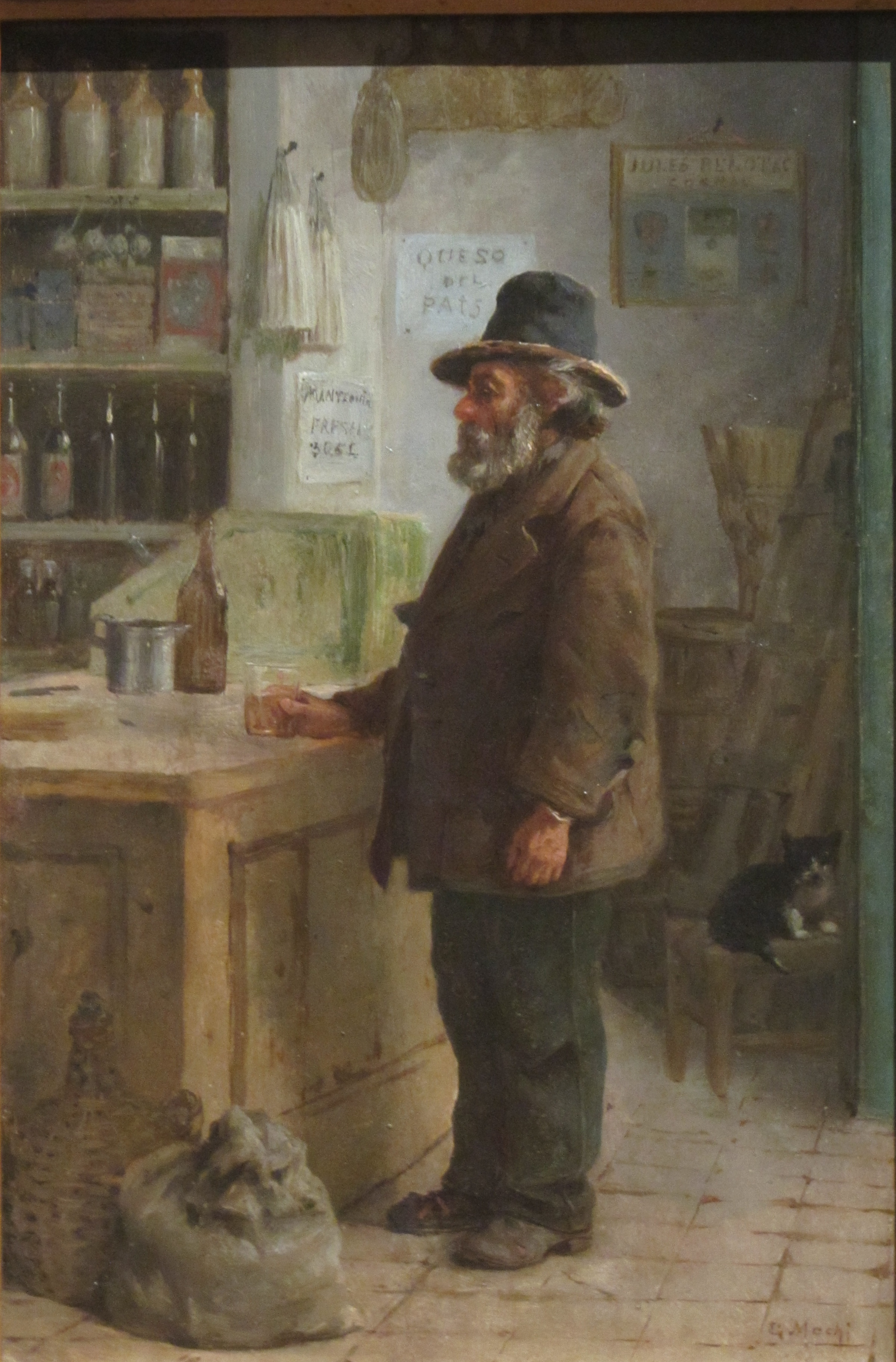
Giovanni Mochi. El parroquiano
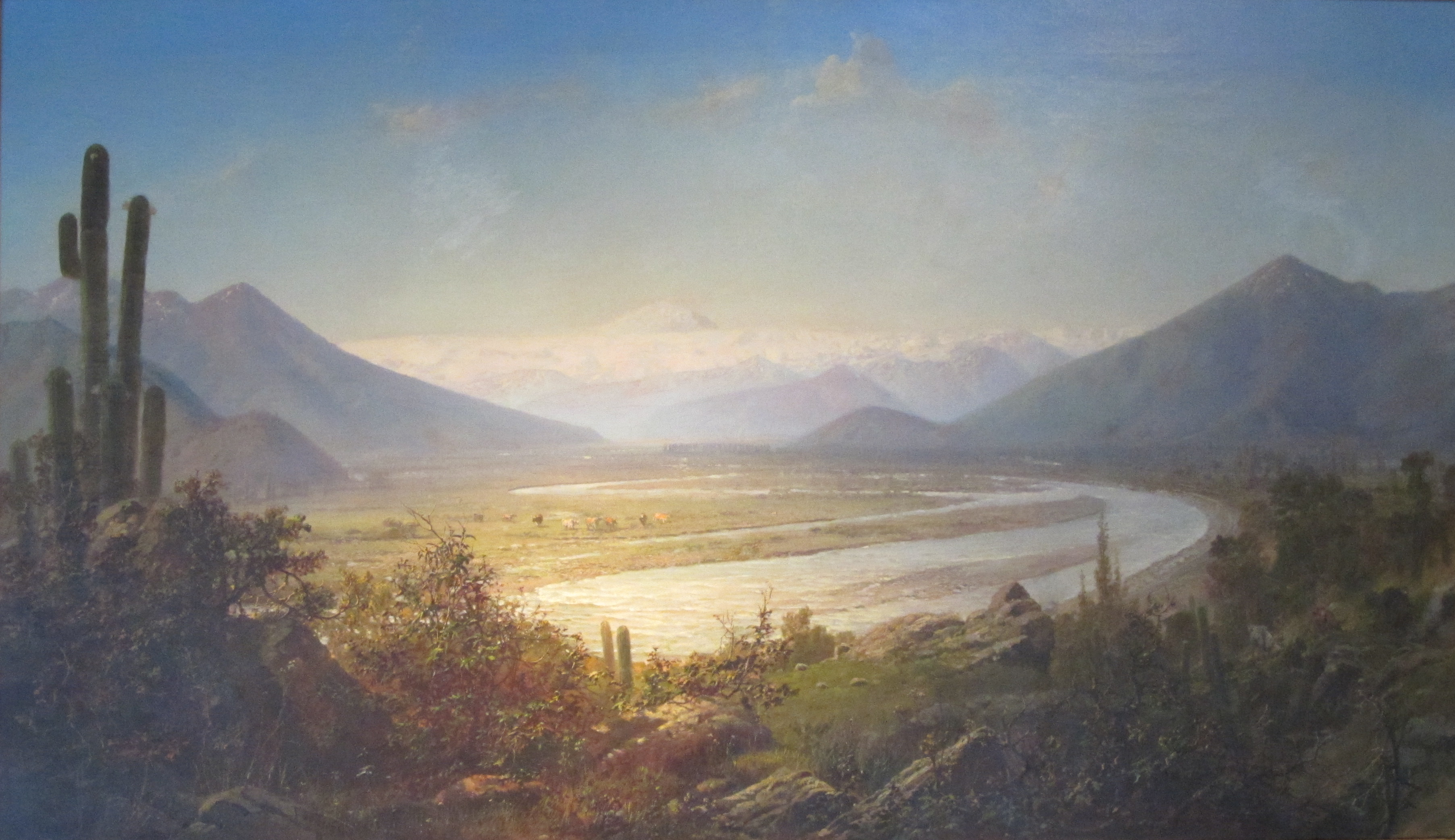
Thomas Somerscales. Valle del Acancagua
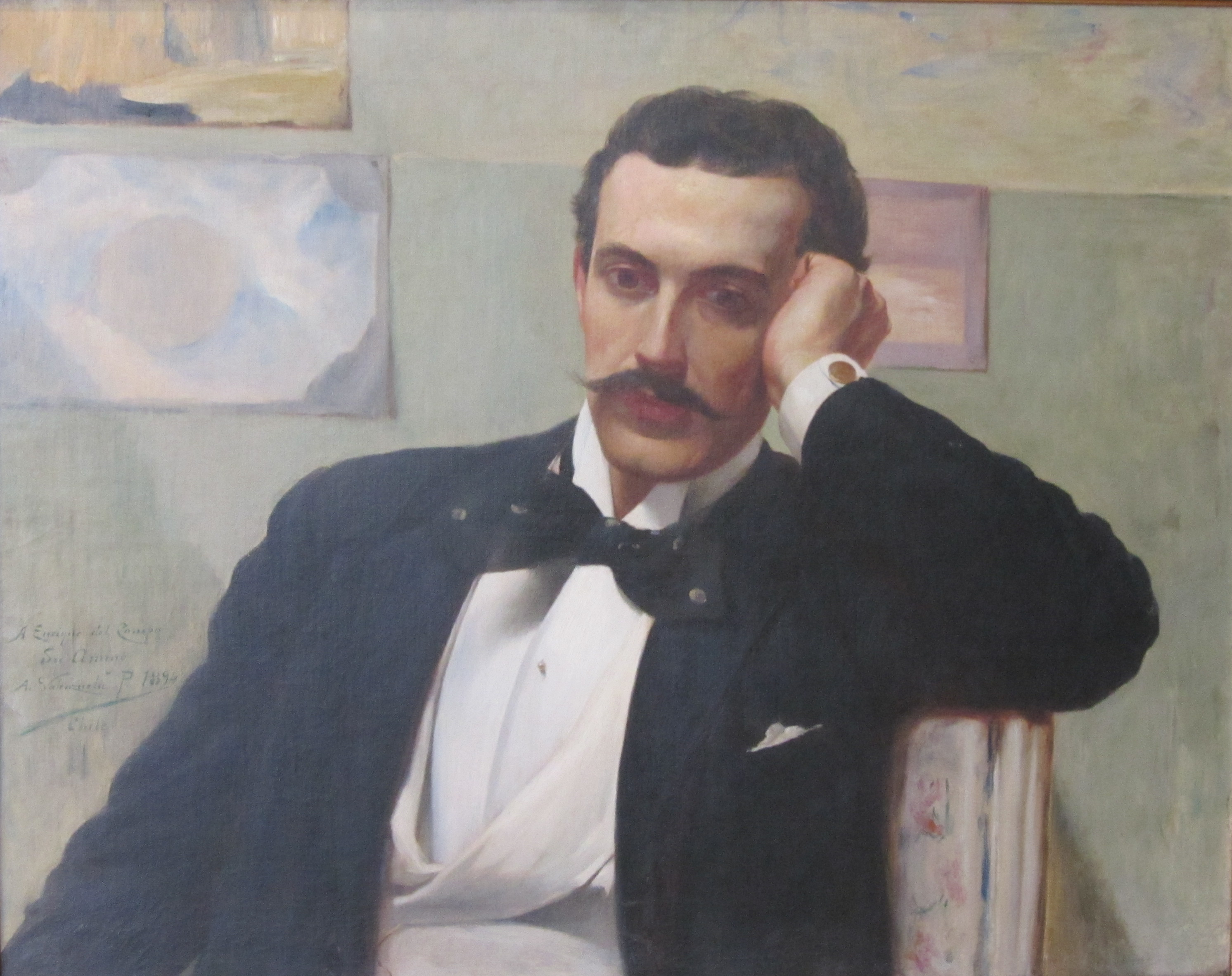
Alfredo Valenzuela Puelma. Retrato de Enrique del Campo
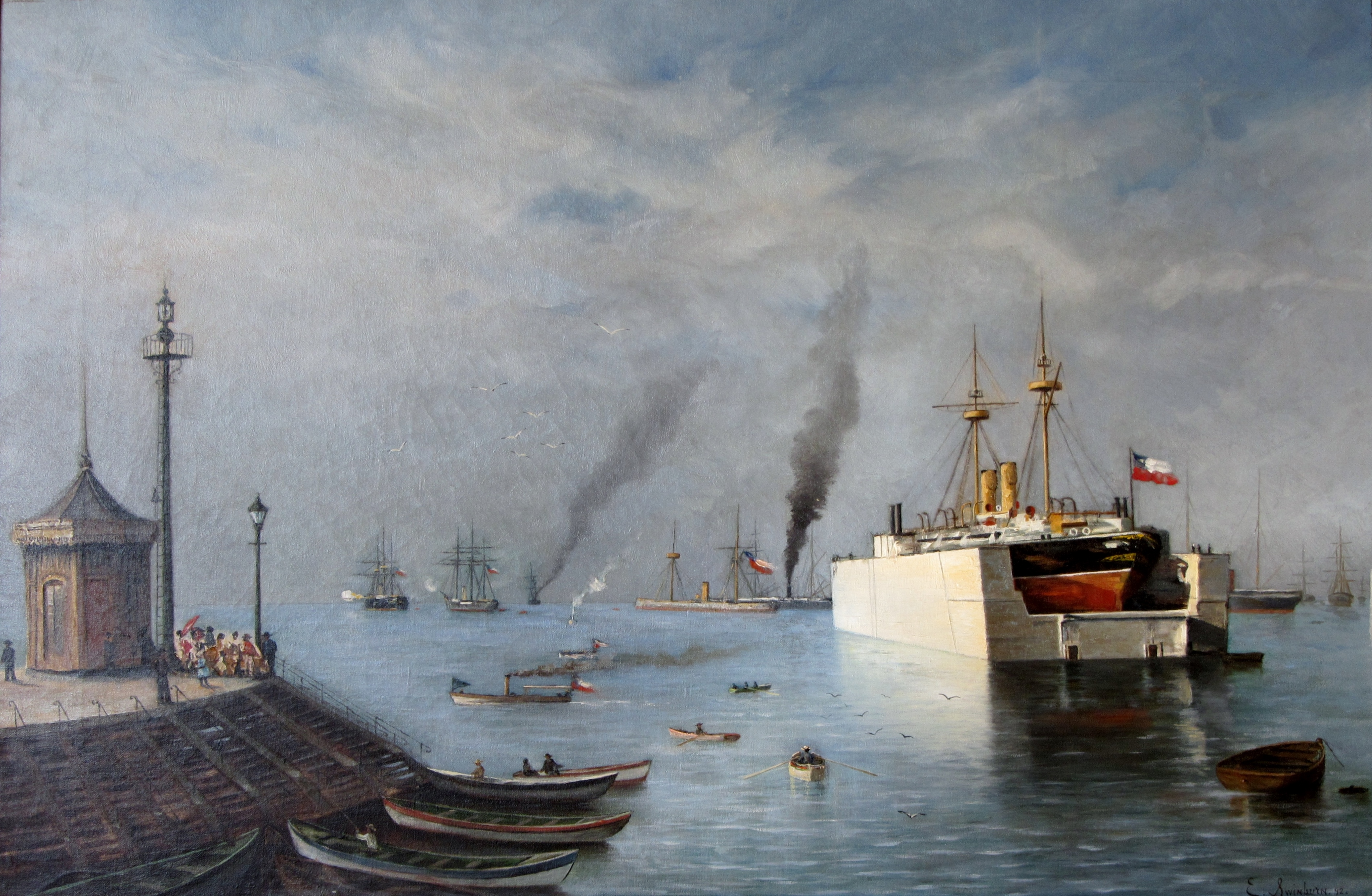
Enrique Swinburn. Antiguo muelle Prat
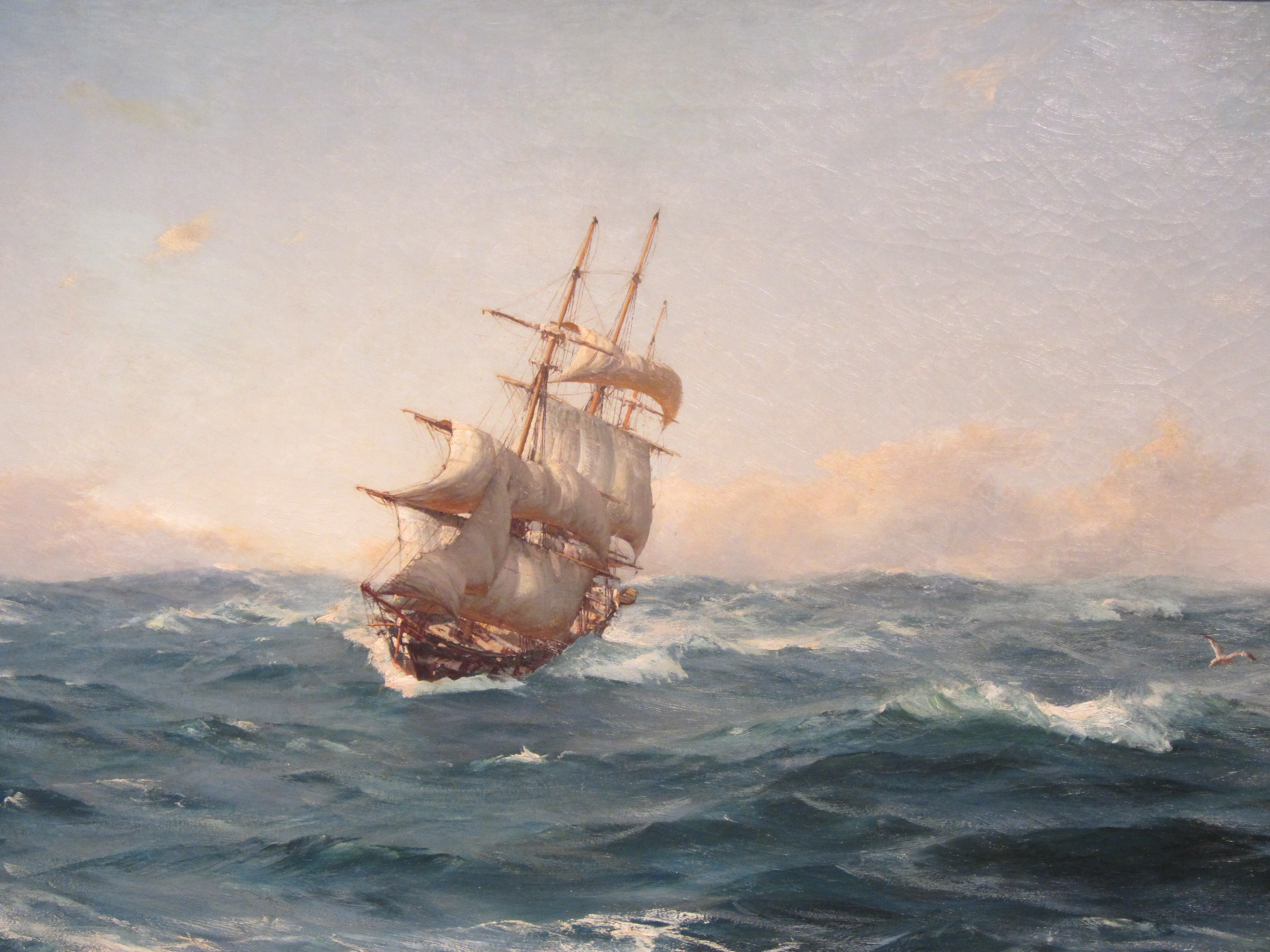
Somerscales. Recogiendo velas, detalle
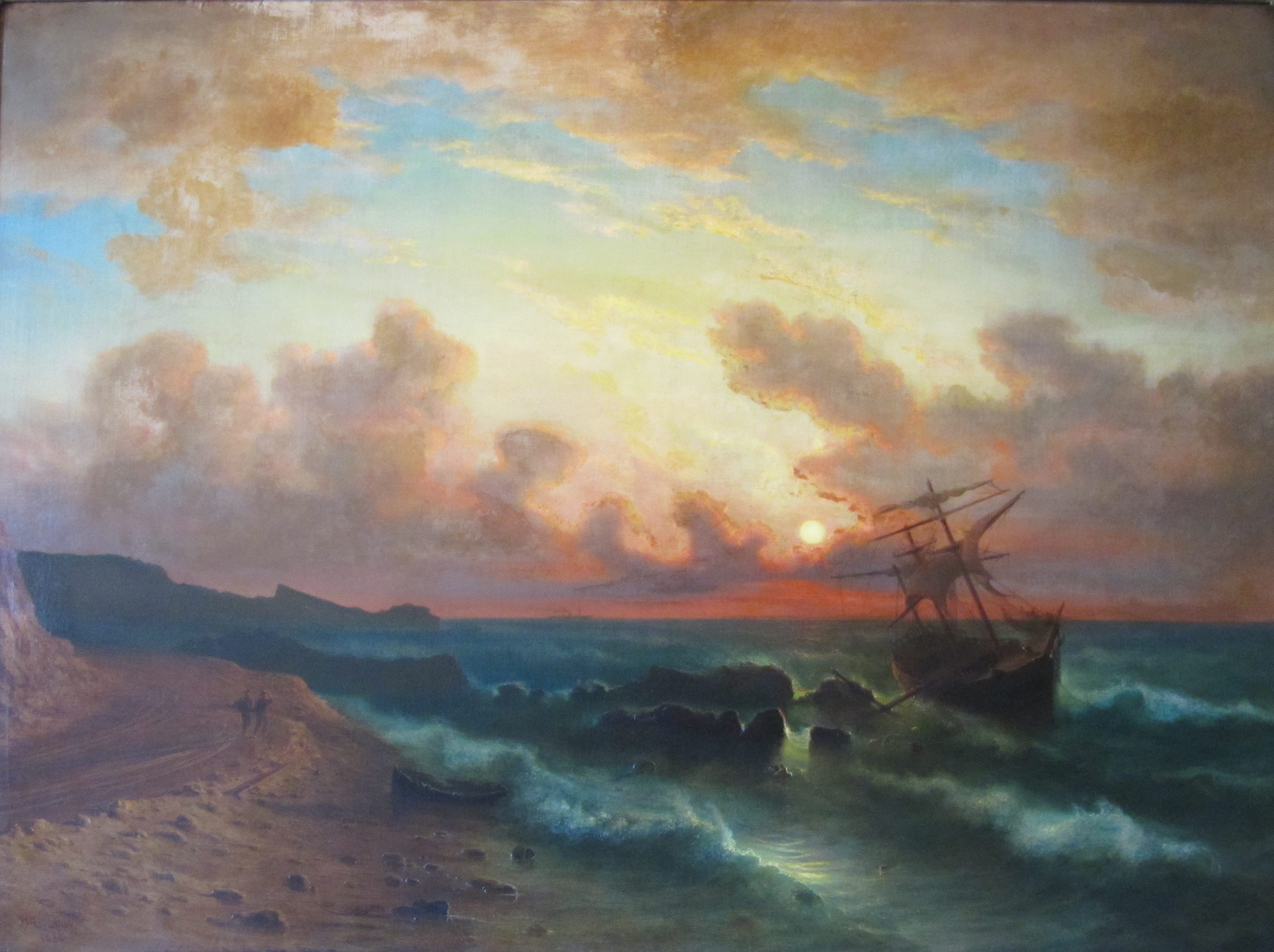
Désiré Chassin-Trubert. Naufragio frente a La Baja (Curva de Los Mayo)
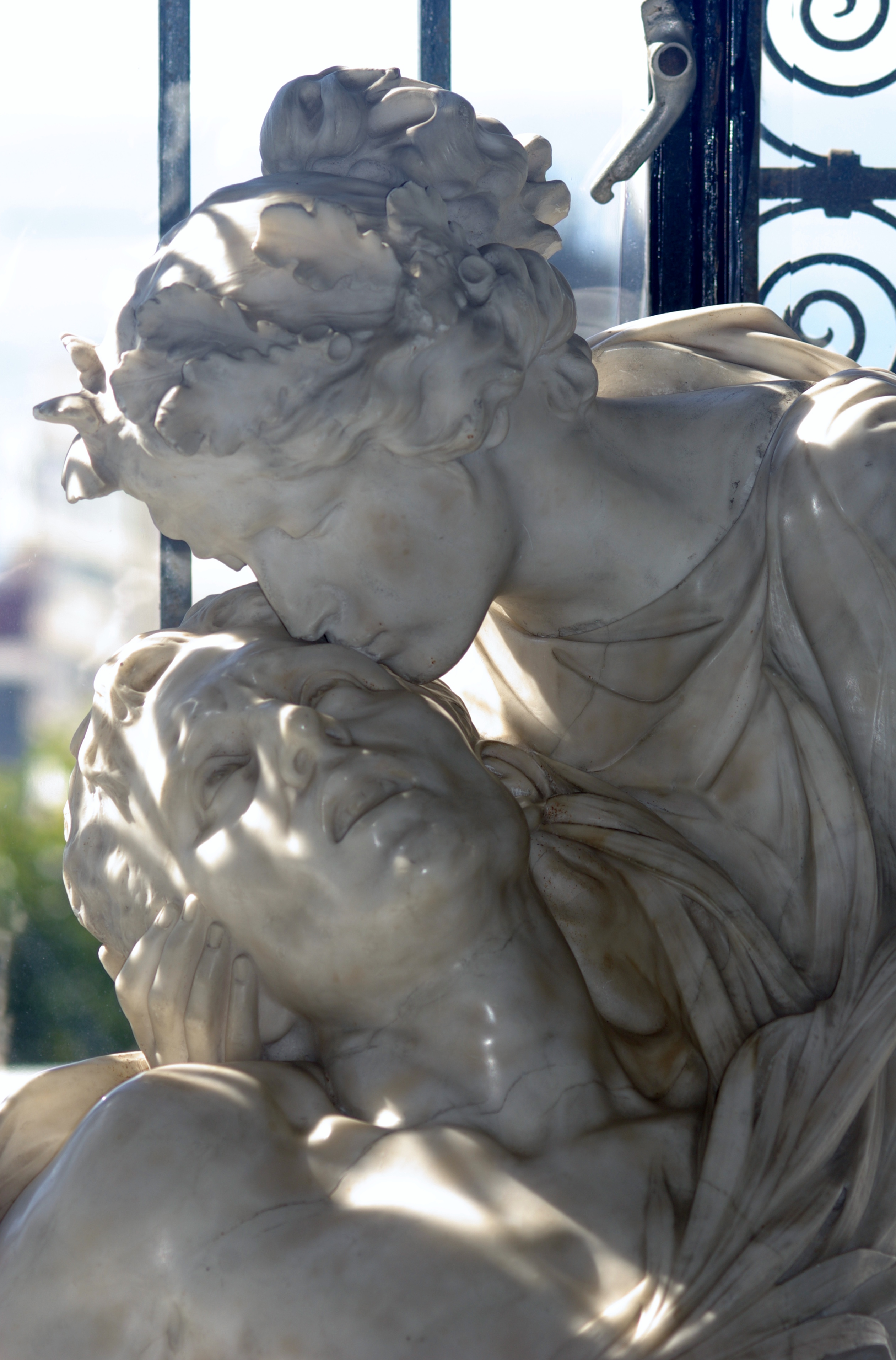
Giuseppe Bessi. El beso de la gloria
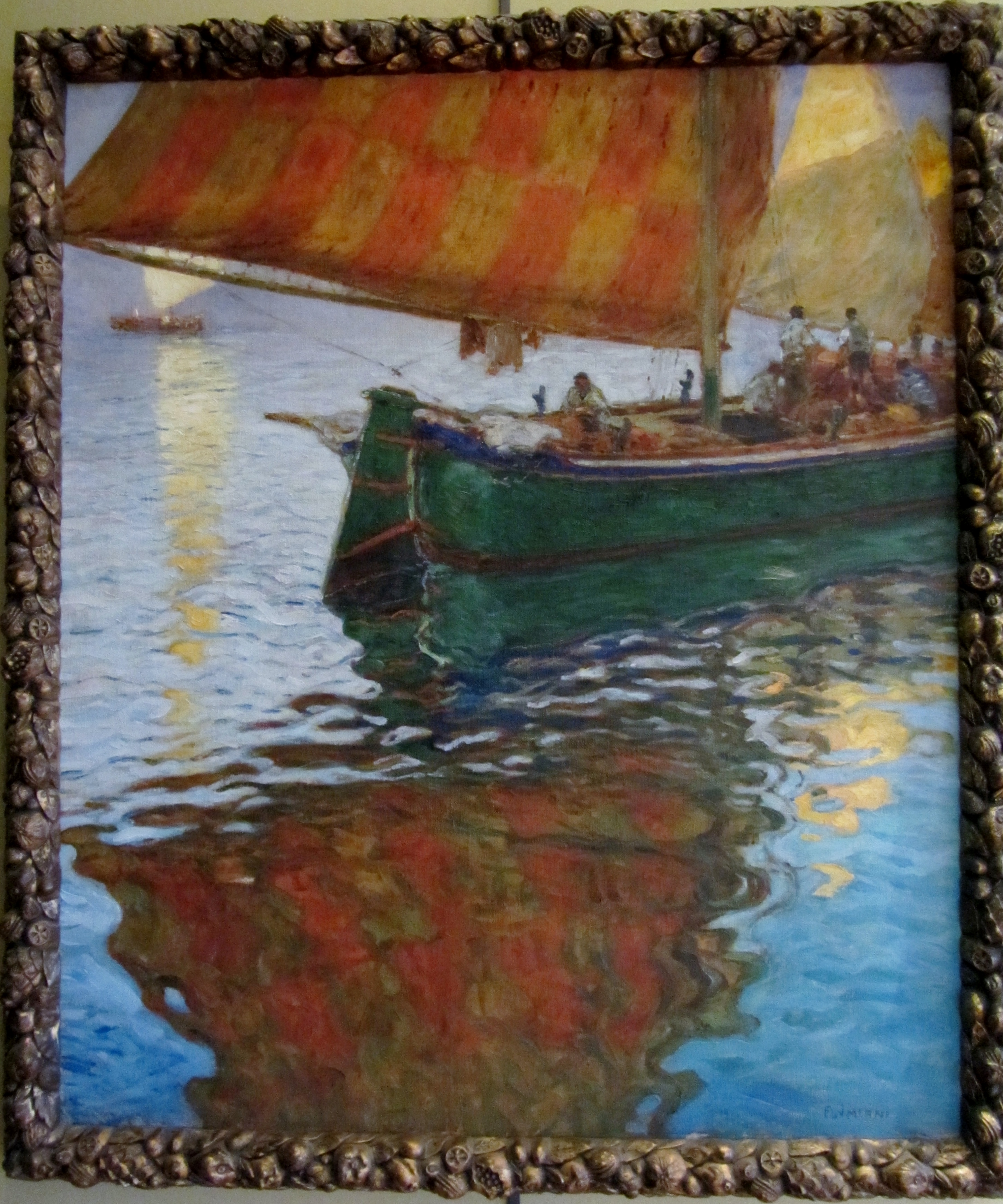
Ugo Flumiani. Pescadores italianos
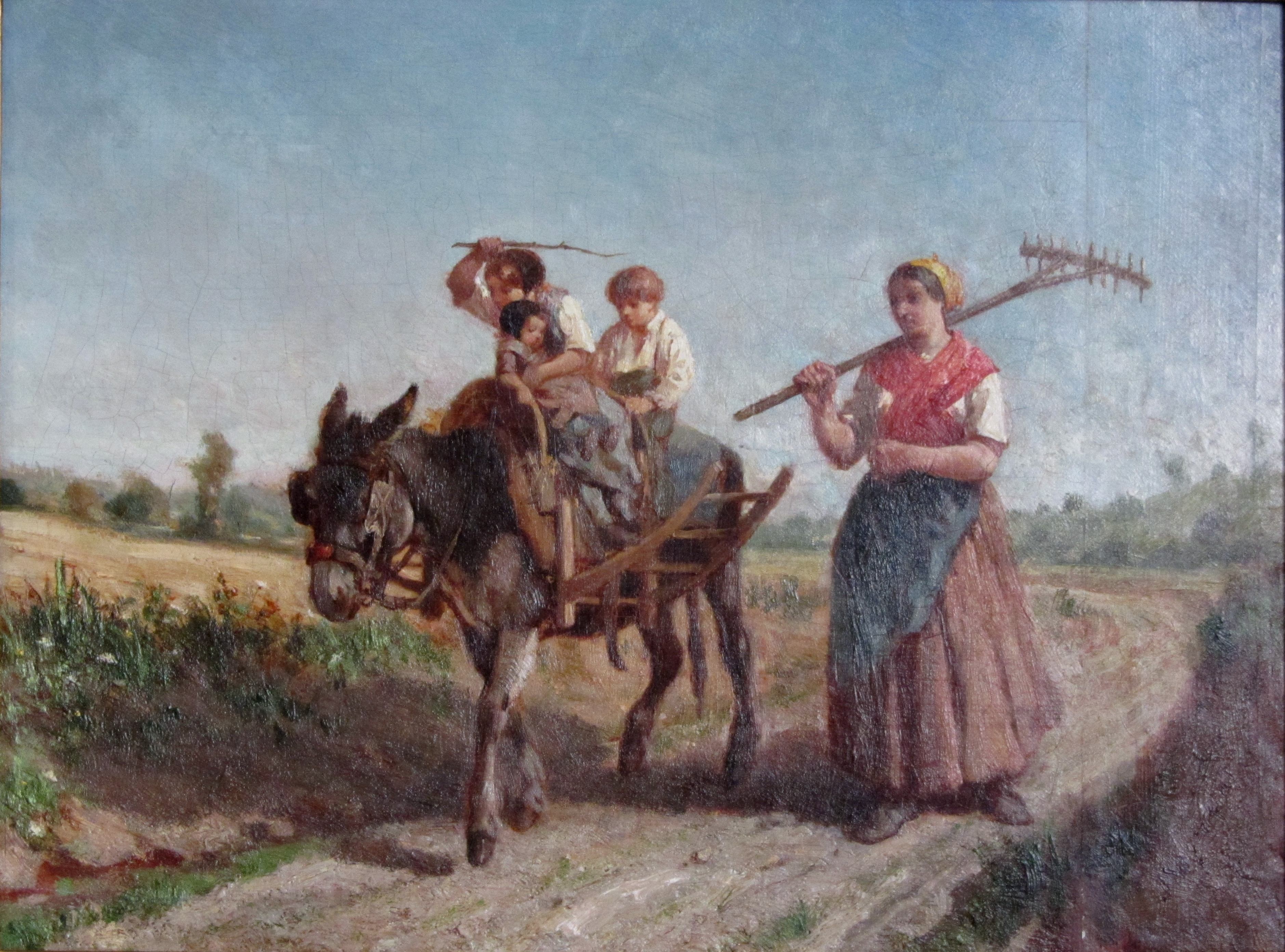
Jules Veyrassat. La vuelta al trabajo
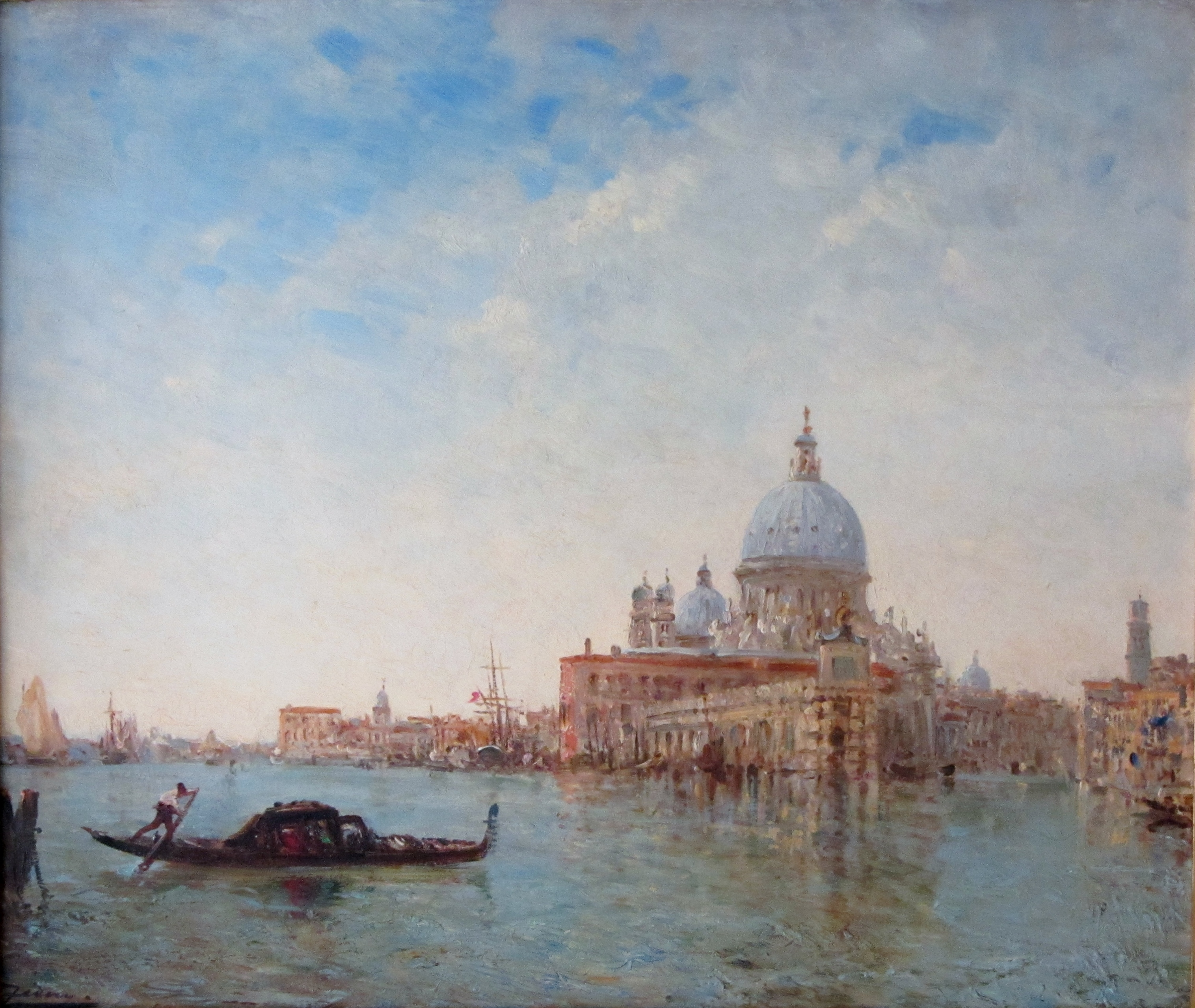
Félix Ziem. Santa Maria della Salute